# American Hockey League 1965-1966
La stagione 1965-1966 è stata la 30ª edizione della American Hockey League, la più importante lega minore nordamericana di hockey su ghiaccio. Il calendario della stagione regolare fu composto da 72 partite, alcune delle quali disputate contro le formazioni della Western Hockey League. La stagione vide al via nove formazioni e al termine dei playoff i Rochester Americans conquistarono la loro seconda Calder Cup sconfiggendo i Cleveland Barons 4-2.

## Stagione regolare

### Classifiche
East Division
|  | Pos. | Squadra             | Pt | G  | V  | S  | N | GF  | GS  | DR   |
|  | ---- | ------------------- | -- | -- | -- | -- | - | --- | --- | ---- |
|  | 1.   | Quebec Aces         | 98 | 72 | 47 | 21 | 4 | 337 | 226 | +111 |
|  | 2.   | Hershey Bears       | 79 | 72 | 37 | 30 | 5 | 268 | 232 | +36  |
|  | 3.   | Springfield Indians | 65 | 72 | 31 | 38 | 3 | 207 | 235 | -28  |
|  | 4.   | Baltimore Clippers  | 56 | 72 | 27 | 43 | 2 | 212 | 254 | -42  |
|  | 5.   | Providence Reds     | 43 | 72 | 20 | 49 | 3 | 184 | 310 | -126 |

West Division
|  | Pos. | Squadra             | Pt | G  | V  | S  | N | GF  | GS  | DR  |
|  | ---- | ------------------- | -- | -- | -- | -- | - | --- | --- | --- |
|  | 1.   | Rochester Americans | 97 | 72 | 46 | 21 | 5 | 288 | 221 | +67 |
|  | 2.   | Cleveland Barons    | 78 | 72 | 38 | 32 | 2 | 243 | 217 | +36 |
|  | 3.   | Pittsburgh Hornets  | 77 | 72 | 38 | 33 | 1 | 236 | 218 | +18 |
|  | 4.   | Buffalo Bisons      | 61 | 72 | 29 | 40 | 3 | 215 | 243 | -28 |

Legenda:

      Ammesse ai Playoff
Note:

Due punti a vittoria, un punto a pareggio, zero a sconfitta.

### Statistiche
Classifica marcatori
| Giocatore       | Squadra             | PG | Gol | Assist | Punti |
| --------------- | ------------------- | -- | --- | ------ | ----- |
| Dick Gamble     | Rochester Americans | 71 | 47  | 51     | 98    |
| Cleland Mortson | Quebec Aces         | 65 | 33  | 62     | 95    |
| Gerry Ehman     | Rochester Americans | 70 | 39  | 49     | 88    |
| Jim Pappin      | Rochester Americans | 63 | 36  | 51     | 87    |
| Gene Ubriaco    | Hershey Bears       | 71 | 42  | 44     | 86    |
| Mike Walton     | Rochester Americans | 68 | 35  | 51     | 86    |
| Bob Courcy      | Cleveland Barons    | 72 | 26  | 60     | 86    |
| Gord Labossiere | Quebec Aces         | 63 | 31  | 51     | 82    |
| Wayne Hicks     | Quebec Aces         | 72 | 32  | 49     | 81    |
| Gerry Melnyk    | Buffalo Bisons      | 69 | 18  | 61     | 80    |
|                 |                     |    |     |        |       |

Classifica portieri
| Giocatore      | Squadra             | PG | MGS  |  |
| -------------- | ------------------- | -- | ---- |  |
| Jacques Caron  | Springfield Indians | 33 | 2.62 |  |
| Gary Smith     | Rochester Americans | 38 | 2.86 |  |
| Les Binkley    | Cleveland Barons    | 66 | 2.93 |  |
| Garry Bauman   | Quebec Aces         | 52 | 2.94 |  |
| George Gardner | Pittsburgh Hornets  | 66 | 2.98 |  |
|                |                     |    |      |  |

## Playoff
|  | Primo turno | Primo turno         | Primo turno         |                     |                     | Semifinali          | Semifinali  | Semifinali |  |  | Calder Cup | Calder Cup | Calder Cup |  |
|  |             |                     |                     |                     |                     |                     |             |            |  |  |            |            |            |  |
|  |             |                     |                     |                     |                     | E1                  | Quebec Aces | 2          |  |  |            |            |            |  |
|  |             |                     |                     |                     |                     | E1                  | Quebec Aces | 2          |  |  |            |            |            |  |
|  |             |                     | W1                  | Rochester Americans | 4                   |                     |             |            |  |  |            |            |            |  |
|  |             |                     |                     | Rochester Americans | 4                   |                     |             |            |  |  |            |            |            |  |
|  |             |                     |                     |                     |                     |                     |             |            |  |  |            |            |            |  |
|  |             |                     |                     |                     |                     |                     |             |            |  |  |            |            |            |  |
|  |             | Rochester Americans | Rochester Americans | 4                   |                     |                     |             |            |  |  |            |            |            |  |
|  |             |                     |                     |                     |                     |                     |             |            |  |  |            |            |            |  |
|  |             |                     | Cleveland Barons    | Cleveland Barons    | 2                   |                     |             |            |  |  |            |            |            |  |
|  | E2          | Hershey Bears       | Cleveland Barons    | Cleveland Barons    | 2                   | 0                   |             |            |  |  |            |            |            |  |
|  | E2          | Hershey Bears       |                     |                     |                     |                     |             |            |  |  |            |            |            |  |
|  | E3          | Springfield Indians | 3                   |                     |                     |                     |             |            |  |  |            |            |            |  |
|  | E3          | Springfield Indians | 3                   |                     | Springfield Indians | Springfield Indians | 0           |            |  |  |            |            |            |  |
|  |             |                     |                     |                     | Springfield Indians | Springfield Indians | 0           |            |  |  |            |            |            |  |
|  |             |                     | Cleveland Barons    | Cleveland Barons    | 3                   |                     |             |            |  |  |            |            |            |  |
|  | W2          | Cleveland Barons    | Cleveland Barons    | Cleveland Barons    | 3                   | 3                   |             |            |  |  |            |            |            |  |
|  | W2          | Cleveland Barons    |                     |                     |                     |                     |             |            |  |  |            |            |            |  |
|  | W3          | Pittsburgh Hornets  | 0                   |                     |                     |                     |             |            |  |  |            |            |            |  |

## Premi AHL
- Calder Cup: Rochester Americans
- F. G. "Teddy" Oke Trophy: Quebec Aces
- John D. Chick Trophy: Rochester Americans
- Dudley "Red" Garrett Memorial Award: Mike Walton (Rochester Americans)
- Eddie Shore Award: Jim Morrison (Quebec Aces)
- Harry "Hap" Holmes Memorial Award: Les Binkley (Cleveland Barons)
- John B. Sollenberger Trophy: Dick Gamble (Rochester Americans)
- Les Cunningham Award: Dick Gamble (Rochester Americans)

### Vincitori
| Rochester Americans | Portieri: Bob Perreault, Gary Smith Difensori: Al Arbour, Don Cherry, Darryl Edestrand, Duane Rupp, Darryl Sly Attaccanti: Red Armstrong, Brian Conacher, Les Duff, Gerry Ehman, Dick Gamble, Bronco Horvath, Larry Jeffrey, Ed Litzenberger, Jim Pappin, Stan Smrke, Mike Walton Allenatore: Joe Crozier |

### AHL All-Star Team
First All-Star Team
- Attaccanti: Dick Gamble • Joe Szura • Gerry Ehman
- Difensori: Jim Morrison • Al Arbour
- Portiere: Claude Dufour

Second All-Star Team
- Attaccanti: Gene Ubriaco • Cleland Mortson • Jim Pappin
- Difensori: Duane Rupp • Noel Price
- Portiere: George Gardner e Les Binkley